# Rajd Monte Carlo 1963

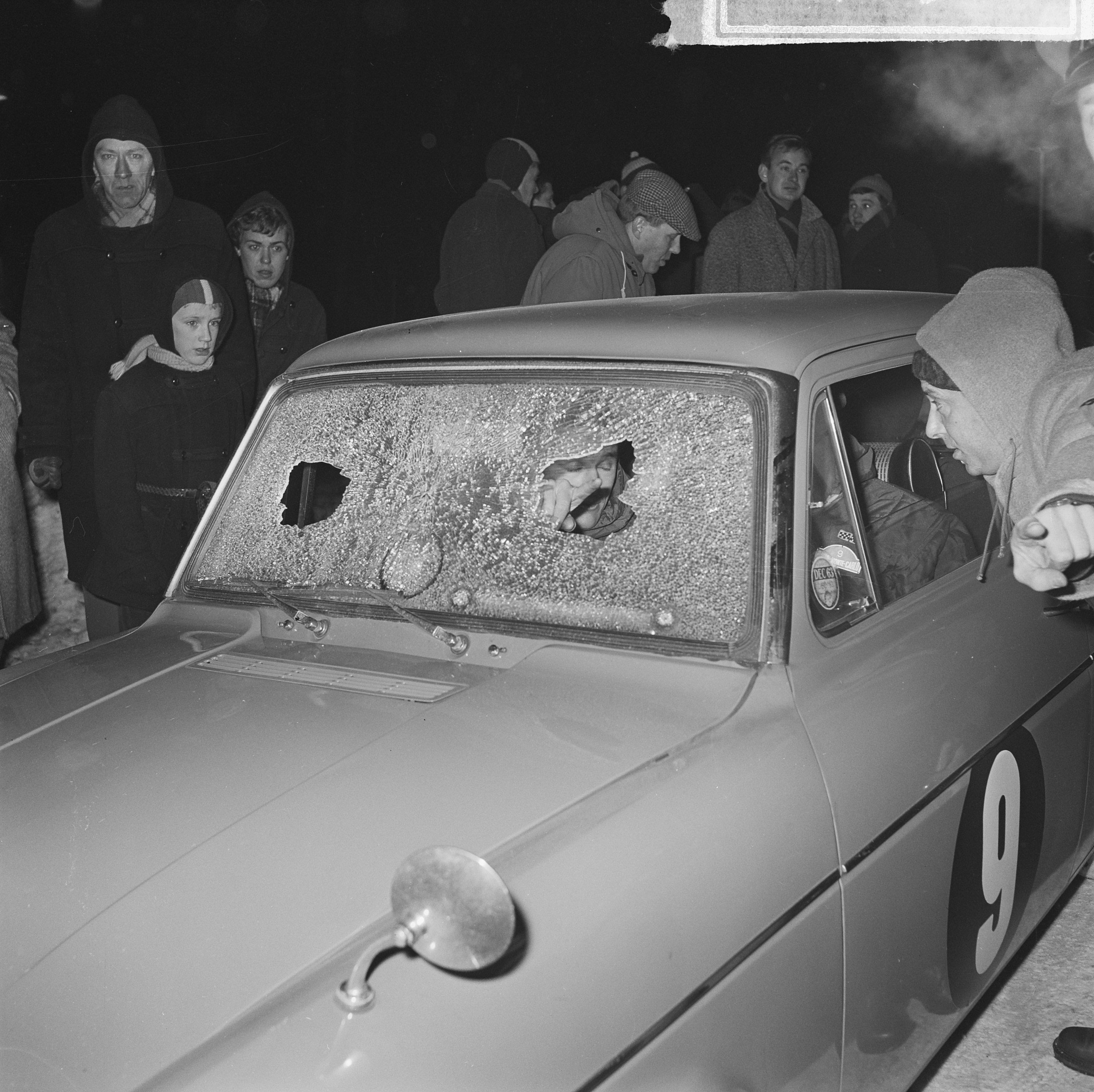
Rajd moncte Carlo 1963 - brytyjska załoga Franck Thomas Marchant i Ian Marchant jadąca samochodem Ford Anglia

Rajd Monte Carlo 1963 (32. Rallye Automobile de Monte-Carlo 1963) – 32 edycja rajdu samochodowego Rajd Monte Carlo rozgrywanego w Monako. Rozgrywany był od 20 do 24 stycznia 1963 roku. Była to pierwsza runda Rajdowych Mistrzostw Europy w roku 1963.

## Klasyfikacja rajdu
| Miejsce                      | Kierowca                     | Pilot                        | Samochód                     | Czas                         | Strata                       |                              |
| Klasyfikacja generalna i ERC | Klasyfikacja generalna i ERC | Klasyfikacja generalna i ERC | Klasyfikacja generalna i ERC | Klasyfikacja generalna i ERC | Klasyfikacja generalna i ERC | Klasyfikacja generalna i ERC |
| ---------------------------- | ---------------------------- | ---------------------------- | ---------------------------- | ---------------------------- | ---------------------------- | ---------------------------- |
| 1.                           | Erik Carlsson                | Gunnar Palm                  | Saab 96 Sport                | 49:52                        | 0.0                          |                              |
| 2.                           | Pauli Toivonen               | Anssi Järvi                  | Citroën DS 19                | 50:14                        | +22                          |                              |
| 3.                           | Rauno Aaltonen               | Tony Ambrose                 | Morris Mini Cooper           | 50:55                        | +1:03                        |                              |
| 4.                           | Lucien Bianchi               | Jean-Claude Ogier            | Citroën DS 19                | 51:41                        | +1:49                        |                              |
| 5.                           | Bob Neyret                   | Jacques Terramorsi           | Citroën DS 19                | 51:46                        | +1:54                        |                              |
| 6.                           | Paddy Hopkirk                | Jack Scott                   | Morris Mini Cooper           | 51:50                        | +1:58                        |                              |
| 7.                           | Roger de Lageneste           | Carl du Genestoux            | Citroën DS 19                | 52:42                        | +2:50                        |                              |
| 8.                           | Olle Dahl                    | Lars-Erik Haag               | Volvo 122                    | 53:02                        | +3:10                        |                              |
| 9.                           | Gunnar Andersson             | Walter Karlsson              | Volvo 122                    | 53:38                        | +3:46                        |                              |
| 10.                          | Guy Verrier                  | Alec                         | Citroën DS 19                | 53:48                        | +3:56                        |                              |